# バニーズ京都SC
バニーズ京都SC（バニーズきょうとエスシー、Bunnys Kyoto SC）は、 かつて存在した日本の女子サッカークラブ。京都府京都市を中心に活動していた。

## 歴史

### 旭国際バニーズ
ルーツとなるチームは、大阪市西区の靱公園を中心に活動していた、大阪FCレディース。
理事会で承認され、1990年1月にゴルフ場運営会社の旭国際開発株式会社による女子サッカー部として、大阪FCレディースを基盤とする形で創設され、初代監督に大阪FCレディース監督の河本雅彦が就任した。またクラブ名は、当時の社長であった辻本卯太郎の干支と、社内で用いられていたウサギのキャラクターをもとにして河本が役員会で提案し、ACCバニーズと改称された。また大阪FCレディースの選手で、ACCバニーズにも参加したゴールキーパーの大向真紀がウサギのキャラクターをデザインし、エンブレムの一部として採用された。
その際、旭国際開発が経営するゴルフ場の本社が所在する兵庫県宝塚市に社員寮を用意し、練習場を伊丹スポーツセンターでスタートした。
この年、関西女子サッカーリーグに所属し、また第12回全日本女子サッカー選手権大会に出場した。この成績を基に翌1991年から日本女子サッカーリーグに日興證券ドリームレディース、松下電器LSC、フジタ天台SCマーキュリーとともに旭国際バニーズとし参戦した。

### 宝塚バニーズ
1995年、旭国際バニーズの運営権は旭国際開発子会社であるジェイ・アンド・ジーに移行され、それに伴いクラブ名称も宝塚バニーズレディースサッカークラブと改名された。この頃から地域密着を掲げての活動を開始。日本代表選手だった水間百合子、野田朱美や外国人選手が在籍し、そのほかの選手も競技に専念。年間2億円以上の運営費により勝利給も支給されていた。1997年は年間順位最下位で入れ替え戦に回ったが、熊本に2戦2勝で残留した（第9回日本女子サッカーリーグ#1997－98入替戦を参照）。
1999年、ジェイ・アンド・ジーが運営から撤退。1999年からは「自立」のスローガンを掲げて、選手・コーチ陣・クラブスタッフの有志を中心に勉学・仕事とサッカーの両立を目指すこととし、2000年には完全な市民クラブとなり、宝塚市民、後援会員、選手の家族などの支援が活動が中心となった。2003年にはL1参入決定戦で2位に入り1部昇格を決めた（第15回日本女子サッカーリーグ#2004 L1参入チーム決定戦参照）。
仕事や学業を終えた夜間に練習を行うが練習場の確保もままならず、遠征費も選手たちが自費で捻出するなど経営は非常に厳しく、そのため遠方での試合にもバスによる移動を強いられていた。
そのような中で京都府サッカー協会への移管交渉が進められていった。

### バニーズ京都SC
2006年、宝塚バニーズを解散の上、選手はバニーズ京都または他チームと契約するという形を取った。また下部組織チームについて、当時京都府サッカー協会女子委員長であった宮宇地昭が監督を務めていた女子サッカークラブ、FC SPIELENと合併の上、同クラブを下部組織化 (旧宝塚バニーズジュニアをこれに伴い独立クラブ化) する形を取り、2006年2月にバニーズ京都サッカークラブが誕生した。監督として、アルビレックス新潟レディース元監督の牛浜真が就任した。
一方でスポンサー企業探しも行われ、多くの選手はスポンサー企業での就業を斡旋されるなど、競技環境は大幅に改善されることになった。
下部組織は「バニーズ京都SC SPIELEN」、「バニーズ京都SC SPIELEN Jr.」とがある。前者はU-15以上の世代に属する選手が、後者はU-12世代の選手が所属。2009年度より、チーム名を「バニーズ京都SCガラシャ」と改名の上、旧SPIELENをサテライトチーム化し、O-19でトップチーム登録外の選手やレギュラーを獲得していない選手が所属できるようにした。
2008年5月13日、クラブ運営団体はNPO法人の認証を受け「特定非営利活動法人BUNNYS京都」を設立。2017年に入れ替え戦に勝利してなでしこ2部に昇格した（2017 日本女子サッカーリーグ#なでしこリーグ2部・チャレンジリーグ入替戦参照）。
2020年12月21日、2021年シーズンについて、トップチームの運営を群馬FCホワイトスターへ移管して活動を継続、新名称は「バニーズ群馬FCホワイトスター」となることが発表された。尚、下部組織である「バニーズ京都SC flaps」は引き続き京都で活動を行っている

## チーム名変遷
- 1990年 (創部) - 1991年：ACCバニーズ
- 1991年 - 1994年：旭国際バニーズ
- 1995年 - 2005年：宝塚バニーズレディースサッカークラブ
- 2005年 - 2008年：バニーズ京都サッカークラブ
- 2009年 - 2020年：バニーズ京都SC

## 年度別成績・歴代監督
| 回   | 年度 | チーム名                              | リーグ                       | チーム数 | 試合 | 勝点 | 勝 | 分 | 敗 | リーグ順位 | リーグ杯 | 皇后杯    | 監督                                       |
| 3    | 1991 | 旭国際バニーズ                        | JLSL                         | 10       | 18   | 10   | 4  | 2  | 12 | 8位        | -        | ベスト16  | 河本雅彦                                   |
| 4    | 1992 | 旭国際バニーズ                        | JLSL                         | 10       | 18   | 14   | 6  | 2  | 10 | 6位        | -        | ベスト16  | 河本雅彦                                   |
| 5    | 1993 | 旭国際バニーズ                        | JLSL                         | 10       | 18   | --   | 5  | -- | 13 | 7位        | -        | ベスト16  | 河本雅彦                                   |
| 6    | 1994 | 旭国際バニーズ                        | L・リーグ                    | 10       | 18   | --   | 5  | -- | 13 | 9位        | -        | 2回戦敗退 | 鎌田俊司 → 高田泰樹 → ヘルムート・コスメル |
| 7    | 1995 | 宝塚バニーズレディース サッカークラブ | L・リーグ                    | 10       | 18   | --   | 1  | -- | 17 | 10位       | -        | 2回戦敗退 | ヘルムート・コスメル → 野田朱美 → 河本雅彦 |
| 8    | 1996 | 宝塚バニーズレディース サッカークラブ | L・リーグ                    | 10       | 18   | --   | 8  | -- | 10 | 6位        | GL敗退   | 1回戦敗退 | 河本雅彦                                   |
| 9    | 1997 | 宝塚バニーズレディース サッカークラブ | L・リーグ                    | 10       | 18   | --   | 3  | -- | 15 | 10位       | GL敗退   | 2回戦敗退 | 渡部博尚                                   |
| 10   | 1998 | 宝塚バニーズレディース サッカークラブ | L・リーグ                    | 10       | 18   | --   | 10 | -- | 8  | 6位        | GL敗退   | ベスト16  | 渡部博尚                                   |
| 11   | 1999 | 宝塚バニーズレディース サッカークラブ | L・リーグ                    | 8        | 14   | 15   | 5  | 0  | 9  | 6位        | 4位      | ベスト16  | 渡部博尚                                   |
| 12   | 2000 | 宝塚バニーズレディース サッカークラブ | L・リーグ                    | 9        | 14   | 13   | 4  | 1  | 7  | 7位        | -        | ベスト16  | 田中真由美                                 |
| 13   | 2001 | 宝塚バニーズレディース サッカークラブ | L・リーグ                    | 10       | 14   | 19   | 6  | 1  | 6  | 8位        | -        | ベスト16  | 高藤順                                     |
| 14   | 2002 | 宝塚バニーズレディース サッカークラブ | L・リーグ                    | 11       | 11   | 19   | 6  | 1  | 3  | 5位        | -        | 2回戦敗退 | 高藤順                                     |
| 15   | 2003 | 宝塚バニーズレディース サッカークラブ | L・リーグ                    | 13       | 20   | 20   | 6  | 2  | 8  | 9位        | -        | 2回戦敗退 | 高藤順                                     |
| (16) | 2004 | 宝塚バニーズレディース サッカークラブ | L・リーグ1部 (L1)            | 8        | 14   | 12   | 4  | 0  | 10 | 6位        | -        | ベスト16  | 高藤順（7月まで） → 島田素英（9月から）    |
| (17) | 2005 | 宝塚バニーズレディース サッカークラブ | L・リーグ1部 (L1)            | 8        | 21   | 4    | 1  | 1  | 19 | 8位        | -        | 1回戦敗退 | 島田素英                                   |
|      |      |                                       |                              |          |      |      |    |    |    |            |          |           |                                            |
| (18) | 2006 | バニーズ京都 サッカークラブ           | なでしこリーグ ディビジョン2 | 8        | 21   | 16   | 5  | 1  | 15 | 6位        | -        | 3回戦敗退 | 牛浜真                                     |
| (19) | 2007 | バニーズ京都 サッカークラブ           | なでしこリーグ ディビジョン2 | 8        | 21   | 24   | 7  | 3  | 11 | 6位        | GL敗退   | 2回戦敗退 | 宮宇地昭                                   |
| (20) | 2008 | バニーズ京都 サッカークラブ           | なでしこリーグ ディビジョン2 | 9        | 16   | 13   | 4  | 1  | 11 | 6位        | -        | 3回戦敗退 | 宮宇地昭                                   |
| (21) | 2009 | バニーズ京都SC                        | なでしこリーグ ディビジョン2 | 8        | 21   | 17   | 4  | 5  | 12 | 6位        | -        | 1回戦敗退 | 宮宇地昭                                   |
| (22) | 2010 | バニーズ京都SC                        | チャレンジリーグ WEST        | 6        | 15   | 26   | 8  | 2  | 5  | 2位        | -        | 1回戦敗退 | 宮宇地昭                                   |
| (23) | 2011 | バニーズ京都SC                        | チャレンジリーグ WEST        | 6        | 15   | 16   | 5  | 1  | 9  | 5位        | (中止）  | 予選敗退  | 山田蔵                                     |
| (24) | 2012 | バニーズ京都SC                        | チャレンジリーグ             | 12       | 22   | 12   | 3  | 3  | 16 | 10位       | -        | 予選敗退  | 坂田信之                                   |
| (25) | 2013 | バニーズ京都SC                        | チャレンジリーグ             | 16       | 22   | 26   | 7  | 5  | 10 | 12位       | -        | 予選敗退  | 山田蔵                                     |
| (26) | 2014 | バニーズ京都SC                        | チャレンジリーグ             | 16       | 22   | 13   | 3  | 4  | 15 | 15位       | -        | 予選敗退  | 中三川哲治（11月まで） → 千本哲也          |
| (27) | 2015 | バニーズ京都SC                        | チャレンジリーグ WEST        | 6        | 15   | 19   | 5  | 4  | 6  | 4位        | -        | 2回戦敗退 | 千本哲也                                   |
| (28) | 2016 | バニーズ京都SC                        | チャレンジリーグ             | 6        | 15   | 31   | 10 | 1  | 4  | 2位(WEST)  | -        | 2回戦敗退 | 千本哲也                                   |
| (28) | 2016 | バニーズ京都SC                        | チャレンジリーグ             | 4        | 3    | 0    | 0  | 0  | 3  | 4位(総合)  | -        | 2回戦敗退 | 千本哲也                                   |
| (29) | 2017 | バニーズ京都SC                        | チャレンジリーグ             | 6        | 15   | 33   | 10 | 3  | 2  | 1位(WEST)  | -        | 2回戦敗退 | 千本哲也                                   |
| (29) | 2017 | バニーズ京都SC                        | チャレンジリーグ             | 4        | 3    | 6    | 2  | 0  | 1  | 2位(総合)  | -        | 2回戦敗退 | 千本哲也                                   |
| (30) | 2018 | バニーズ京都SC                        | なでしこリーグ 2部           | 10       | 18   | 14   | 3  | 5  | 10 | 9位        | -        | 2回戦敗退 | 千本哲也                                   |
| (31) | 2019 | バニーズ京都SC                        | なでしこリーグ 2部           | 10       | 18   | 13   | 3  | 4  | 11 | 9位        | -        | 2回戦敗退 | 元井淳                                     |
| (32) | 2020 | バニーズ京都SC                        | なでしこリーグ 2部           | 10       | 18   | 8    | 1  | 5  | 12 | 10位       | （中止） | 1回戦敗退 | 元井淳                                     |

- 1992年まで「勝ち点制」（勝ち2、引き分け1、負け0）を採用。
- 前後期制を採用した1993年から1999年までの成績は年間順位。
- 予選（地区）リーグと決勝リーグを採用した2000年から2003年までの成績は年間順位。チーム数は両地区の合計チーム数。
- 1999年から「勝ち点制」（勝ち3、引き分け1、負け0）を採用。
- 2004年から二部制に移行。チーム数は所属リーグのみ。
- 2003年まではシーズン名に「第○回」と表記されていたが、2004年からは西暦年で表記するようになった。
- 2015年から3部制に移行。なでしこリーグは1部・2部となりチャレンジリーグは3部の扱い。

## スタジアム・練習場
ホームゲームを開催するスタジアムは、京都府立山城総合運動公園太陽が丘陸上競技場、亀岡運動公園陸上競技場、京都市西京極総合運動公園陸上競技場兼球技場などである。
練習場はサンガタウン城陽・人工芝グラウンドであり、2013年より使用している。

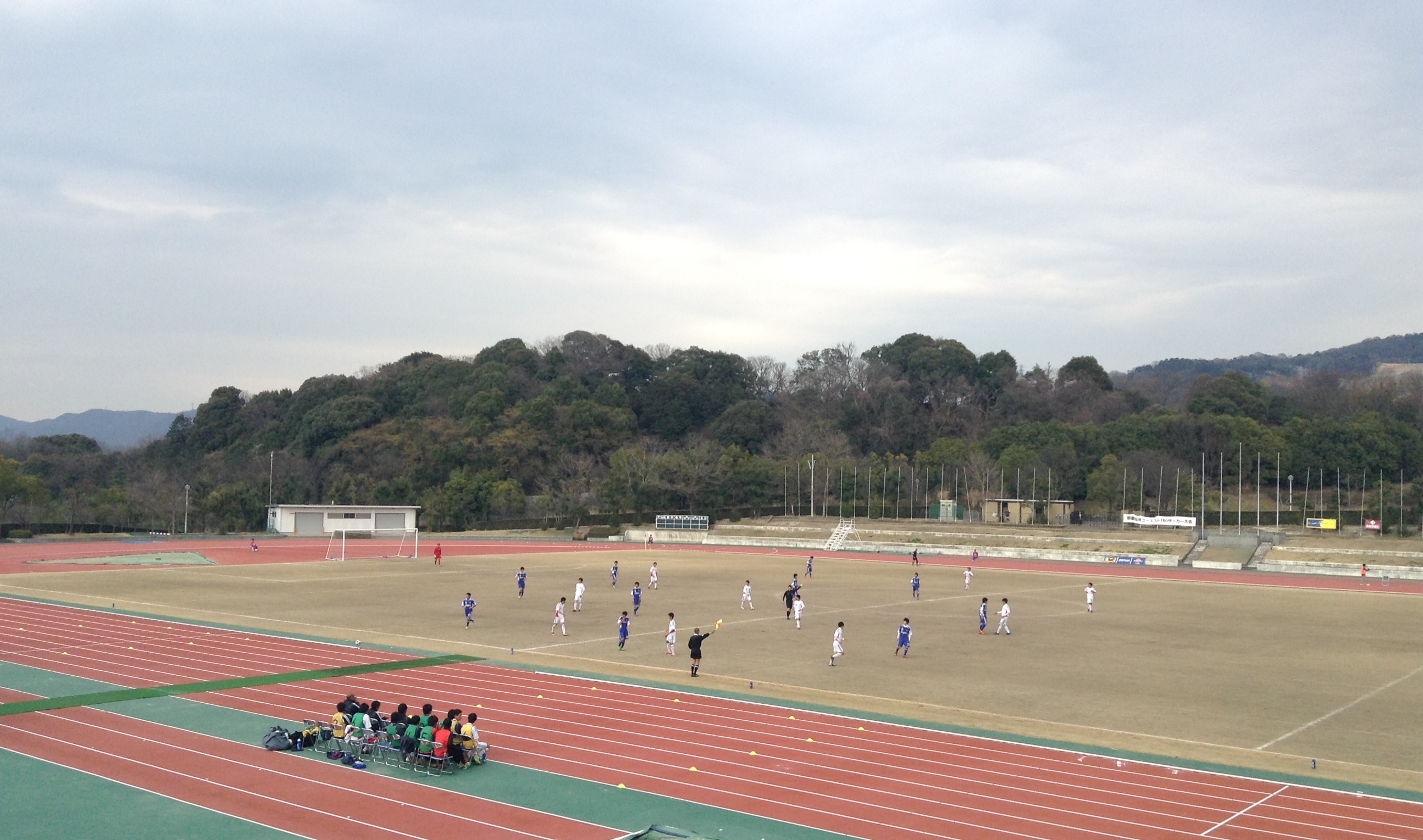
京都府立山城総合運動公園太陽が丘陸上競技場
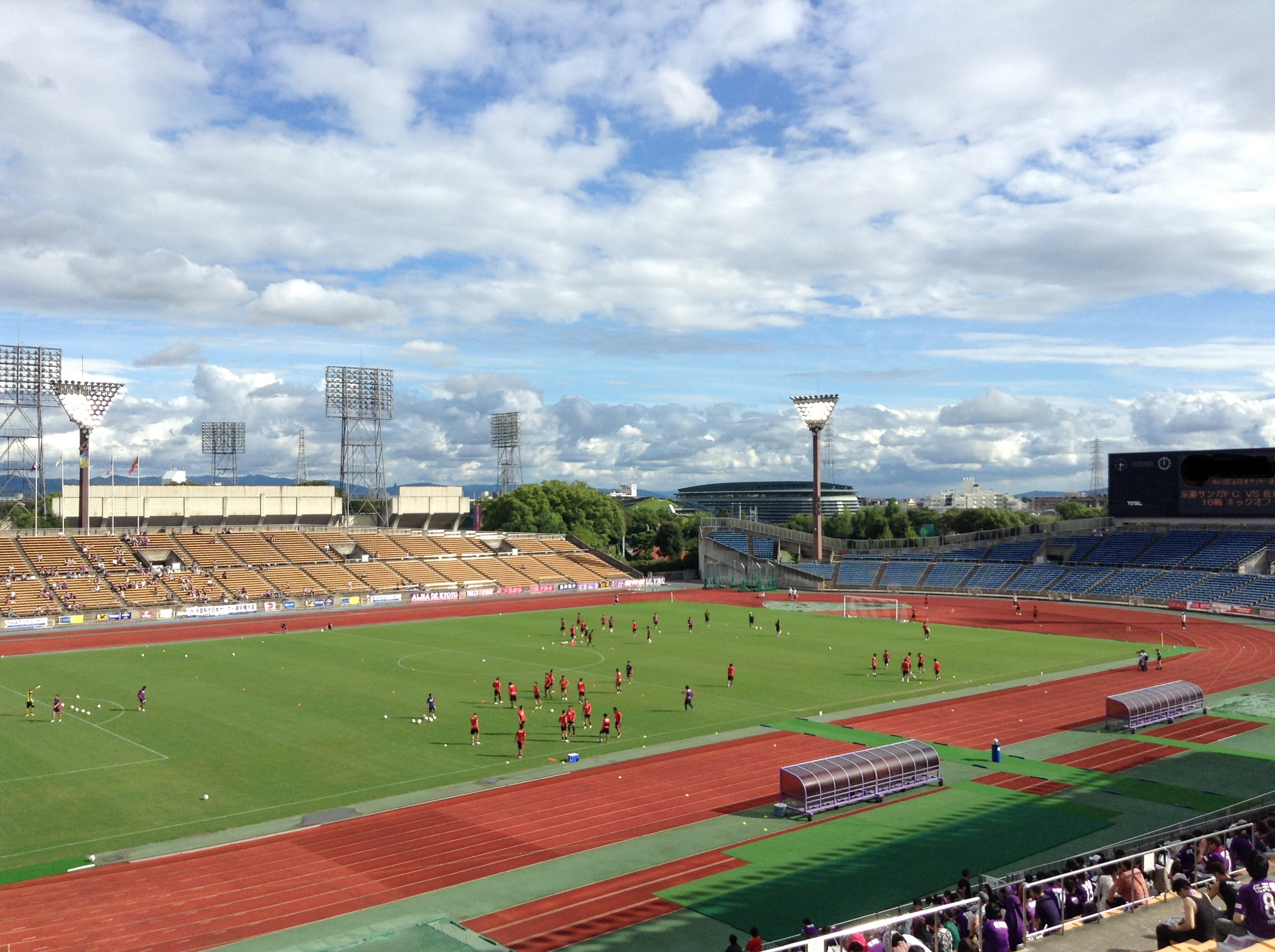
京都市西京極総合運動公園陸上競技場兼球技場

## ユニフォーム

### チームカラー
- 紫

### ユニフォームスポンサー
| 掲出箇所   | スポンサー名     | 表記         | 備考       |
| 胸         | 成基             | ゴールフリー |            |
| 鎖骨       | 佐川印刷         | 佐川印刷     | 左側に表記 |
| 鎖骨       | Fujitaka         | Fujitaka     | 右側に表記 |
| 背中上部   | ハートフレンド   | フレスコ     |            |
| 背中下部   | 五健堂           | 五健堂       |            |
| 袖         | テクネ・ジャパン | Techne JAPAN |            |
| パンツ前面 | 元廣             | MOTOHIRO     |            |

### ユニフォームサプライヤー
- ロンヨンジャパン

## 選手

### 2020年シーズン所属選手
| Pos | No. | 選手名     | 生年月日（年齢）       | 前所属                         | 移籍先                       |
| GK  | 1   | 山田紅葉   | 1994年11月15日（30歳） | 早稲田大学                     | 引退                         |
| GK  | 21  | 後長美咲   | 1994年7月22日（30歳）  | スペランツァFC大阪高槻         | BAMB GREEN PARK LADIES F.C   |
| GK  | 23  | 戸田梨瑚   | 1997年12月10日（27歳） | 日体大FIELDS横浜               | 和泉テクノFC                 |
| DF  | 2   | 野間文美加 | 1990年11月29日（34歳） | 岡山湯郷Belle                  | バニーズ群馬FCホワイトスター |
| DF  | 3   | 上田寿里   | 1999年11月25日（25歳） | 武蔵丘短期大学                 | NGUラブリッジ名古屋          |
| DF  | 4   | 島田優依菜 | 1998年4月7日（26歳）   | 武蔵丘短期大学                 | アンジュヴィオレ広島         |
| DF  | 16  | 加戸由佳   | 1990年6月19日（34歳）  | 岡山湯郷Belle                  | 吉備国際大学Charme岡山高梁   |
| DF  | 20  | 酒井望     | 1989年8月1日（35歳）   | ASハリマアルビオン             | 引退                         |
| DF  | 29  | 大西歩花   | 2001年9月22日（23歳）  | バニーズ京都SC flaps           | 和泉テクノFC                 |
| MF  | 5   | 富井寿里菜 | 1999年4月30日（25歳）  | 武蔵丘短期大学                 | つくばFCレディース           |
| MF  | 6   | 佐賀実鈴   | 1997年8月6日（27歳）   | 流通経済大学                   | 静岡SSUアスレジーナ          |
| MF  | 7   | 小川くるみ | 1996年3月12日（29歳）  | 大阪体育大学                   |                              |
| MF  | 10  | 松田望     | 1986年6月25日（38歳）  | スペランツァFC大阪高槻         | 引退                         |
| MF  | 11  | 林咲希     | 1995年4月13日（29歳）  | 武蔵丘短期大学                 | 静岡SSUアスレジーナ          |
| MF  | 14  | 渡辺彩香   | 1989年7月15日（35歳）  | アルビレックス新潟レディース   | 静岡SSUアスレジーナ          |
| MF  | 19  | 山田美緒和 | 1995年7月20日（29歳）  | 東京国際大学                   | 和泉テクノFC                 |
| MF  | 24  | 小池真理   | 2000年10月8日（24歳）  | 常葉大学附属橘高等学校         | 静岡SSUアスレジーナ          |
| MF  | 25  | 松田留光那 | 1994年4月2日（30歳）   | MITO EIKO FC 茨城レディース    | バニーズ群馬FCホワイトスター |
| MF  | 26  | 向井彩香   | 1997年6月23日（27歳）  | 群馬FCホワイトスター           | Farina高崎FC                 |
| MF  | 28  | 平坂咲希   | 2002年1月27日（23歳）  | 鎮西学院高校                   | 福岡J・アンクラス            |
| MF  | 30  | 平原花珠   | 2005年1月23日（20歳）  | 京都精華学園高校               |                              |
| MF  | 32  | 浅倉琴音   | 2003年10月17日（21歳） | バニーズ京都SC flaps U-18      |                              |
| FW  | 8   | 中村未波   | 1995年8月7日（29歳）   | 関西学院大学                   | 引退                         |
| FW  | 9   | 谷口木乃実 | 1996年8月23日（28歳）  | コノミヤ・スペランツァ大阪高槻 | サンフレッチェ広島レジーナ   |
| FW  | 13  | 佐藤莉奈   | 1992年4月19日（32歳）  | ASハリマアルビオン             | 引退                         |
| FW  | 15  | 花崎玲奈   | 1988年2月26日（37歳）  | FC VICTORIES                   | 引退                         |
| FW  | 17  | 土居明日香 | 1997年7月26日（27歳）  | 早稲田大学                     | バニーズ群馬FCホワイトスター |
| FW  | 28  | 吉田早紀   | 1993年4月7日（31歳）   | コノミヤ・スペランツァ大阪高槻 | スペランツァ大阪高槻         |
| FW  | 22  | 清水紀良里 | 2000年1月2日（25歳）   | 福井工業大学付属福井高等学校   | ヴィアティン三重レディース   |
| FW  | 27  | 田中麻由   | 1996年3月1日（29歳）   | コノミヤ・スペランツァ大阪高槻 | バニーズ群馬FCホワイトスター |